# Белорусское телеграфное агентство
РУП «Белору́сское телегра́фное аге́нтство» (бел. Беларускае тэлеграфнае агенцтва), сокращённо БелТА, или БЕЛТА, — крупнейшее государственное пропагандистское информационное агентство Белоруссии.

## История
Белорусское телеграфное агентство (БелТА) основано в Минске 23 декабря 1918 года как Белорусское отделение Российского телеграфного агентства (РОСТА).
В январе 1921 года создано Белорусское бюро Российского телеграфного агентства (БелРОСТА).
В январе 1924 года бюро было реорганизовано в Белорусское отделение Союзного коммерческого телеграфного агентства (БелКТА).
7 марта 1931 года отделение преобразовано в Белорусское телеграфное агентство (БелТА). В советское время организационно находились в составе Телеграфного агентства Советского Союза (ТАСС).
В феврале 1992 года Белорусское телеграфное агентство было передано в состав Министерства информации и в мае того же года переименовано в Белорусское информационное агентство (Белинформ).
10 октября 1995 года указом президента Республики Беларусь А. Г. Лукашенко агентству было возвращено прежнее название и, как и ранее, предоставлено первоочередное право передачи средствам массовой информации официальных документов и сообщений.
С 2003 по февраль 2018 годов агентством руководил Дмитрий Жук. С 6 февраля он назначен на пост главного редактора газеты «Советская Белоруссия».
С 5 апреля 2018 года генеральным директором «Белорусского телеграфного агентства» является Ирина Акулович, до этого возглавлявшая ТРК «Могилёв».
В 2018 году БЕЛТА отметила своё 100-летие.

## Проекты
- еженедельник «7 дней[фин.]»
- ежемесячный общественно-политический и научно-популярный журнал «Беларуская думка»
- ежеквартальный журнал «Экономика Беларуси. Economy of Belarus»

## Критика
Некоторые независимые СМИ называли «БелТУ» пропагандистским изданием.

### Санкции ЕС
Генеральный директор БелТА Дмитрий Жук становился субъектом запрета на поездки и замораживания активов Европейским союзом как часть списка белорусских чиновников, ответственных за политические репрессии, подтасовку результатов голосования и пропаганду после президентских выборов 2010 года. В соответствии с решением Европейского совета об ограничительных мерах в отношении Белоруссии после выборов 2010 года от 15 октября 2012 года, Дмитрий Жук был признан ответственным за «распространение государственной пропаганды в СМИ, которая поддерживает и оправдывает репрессии против демократической оппозиции и гражданского общества 19 декабря 2010 года, используя сфальсифицированную информацию».
Генеральный директор БелТА Ирина Акулович попала под санкции ЕС и Швейцарии летом 2024 года.

### Дело БелТА
Утром 7 августа 2018 года в офисах БелаПАН и TUT.BY прошли обыски. В ходе обысков были изъяты жёсткие диски и задержаны сотрудники соответствующих СМИ, у некоторых обыск проводился ещё и дома. Часть из задержанных были доставлены в Следственный комитет, некоторые задержаны на трое суток. Поводом стало возбуждение уголовного дела за несанкционированный доступ к компьютерной информации государственного агентства БелТА. Утром 8 августа 2018 года по аналогичному обвинению были задержаны сотрудники портала realt.by и несколько журналистов-фрилансеров. 9 августа 2018 года была задержана главный редактор БелаПАН и после многочасового допроса в Следственном комитете была задержана. Вечером были освобождены сотрудники TUT.BY и «иные лица, проходящие по делу». 10 августа 2018 года освобождены журналист и медиаэксперт радиостанции «Deutsche Welle» и главный редактор информационного агентства БелаПАН.
5 ноября 2018 года некоторым подозреваемым по «Делу БелТА» были предъявлены обвинения. Формулировка обвинения одного из четырёх обвинённых сотрудников портала TUT.BY : «умышленно из корыстной и иной личной заинтересованности совершила сопровождающиеся нарушением системы защиты несанкционированные доступы к компьютерной информации, хранящейся в компьютерной системе и сети республиканского УП „Белта“, повлекшее по неосторожности причинение иного существенного вреда». Суммы ущерба в обвинениях варьируются от 3000 до 14230 рублей. Главред TUT.BY Марина Золотова, оштрафованая по «делу БелТА» на 300 базовых величин, в последнем слове во время суда отметила: «Что касается вреда для репутации БелТА — на мой взгляд, куда больше подорвал авторитет сам этот процесс. Он показал, насколько небрежно само агентство относится к защите информации». «Пароль по факсу» (передаваемый подписчикам) стал мемом, а само «дело БелТА» углубило раскол между негосударственным и государственным СМИ.
На 73-й сессии Генеральной ассамблеи ООН 24 октября 2018 года Миклош Харасти, спецдокладчик ООН по ситуации с правами человека в Беларуси, привёл историю с задержанием журналистов как один из примеров нарушений прав человека в стране.
Уголовное дело в отношении журналистов о несанкционированном доступе к компьютерной информации эксперты инициативы «Минский диалог» назвали самым негативным за последнее время сюжетом во взаимоотношениях Белоруссии с Евросоюзом. «Эти события очень быстро получили крайне негативную реакцию со стороны ряда государств и институтов ЕС, — отмечают авторы мониторинга. — В частности, с соответствующими заявлениями выступили верховный представитель ЕС по внешней политике и безопасности Федерика Могерини и МИД Германии. События получили очень широкое освещение в мировых СМИ. Этот эпизод в очередной раз ярко продемонстрировал сохраняющуюся в отношениях с ЕС закономерность: позитивным новостям о Белоруссии очень сложно попасть в новостные ленты ведущих европейских СМИ, а вот негативные оказываются там практически автоматически. В результате любое негативное событие наподобие „дела БЕЛТА“ способно моментально перечеркнуть месяцы и даже годы упорной дипломатической работы по налаживанию отношений».

## Награды
- Специальная премия Президента Республики Беларусь деятелям культуры и искусства (19 декабря 2023 года) — за значительный вклад в сохранение исторической памяти и правды про Великую Отечественную войну и реализацию проектов «Последние свидетели», «Геноцид. Без права на жизнь»[16]